# Chaîne Koʻolau
La chaîne Koʻolau (en anglais : Koʻolau Range) est constituée par le vestige fragmenté de la partie est du volcan bouclier de l'île hawaïenne d'Oahu.
Elle a été désignée National Natural Landmark en 1972.

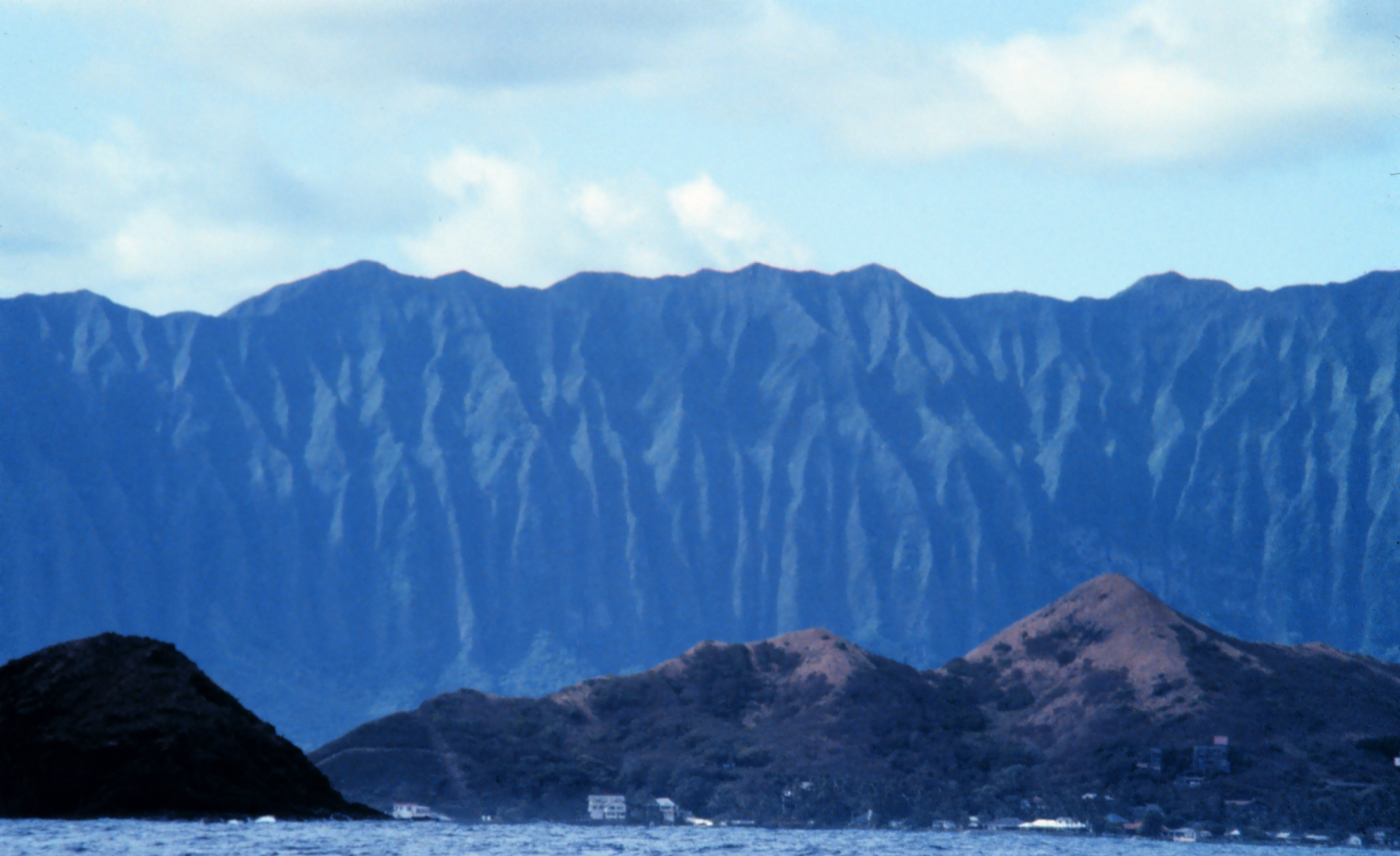
Vue depuis le large de Lanikai.
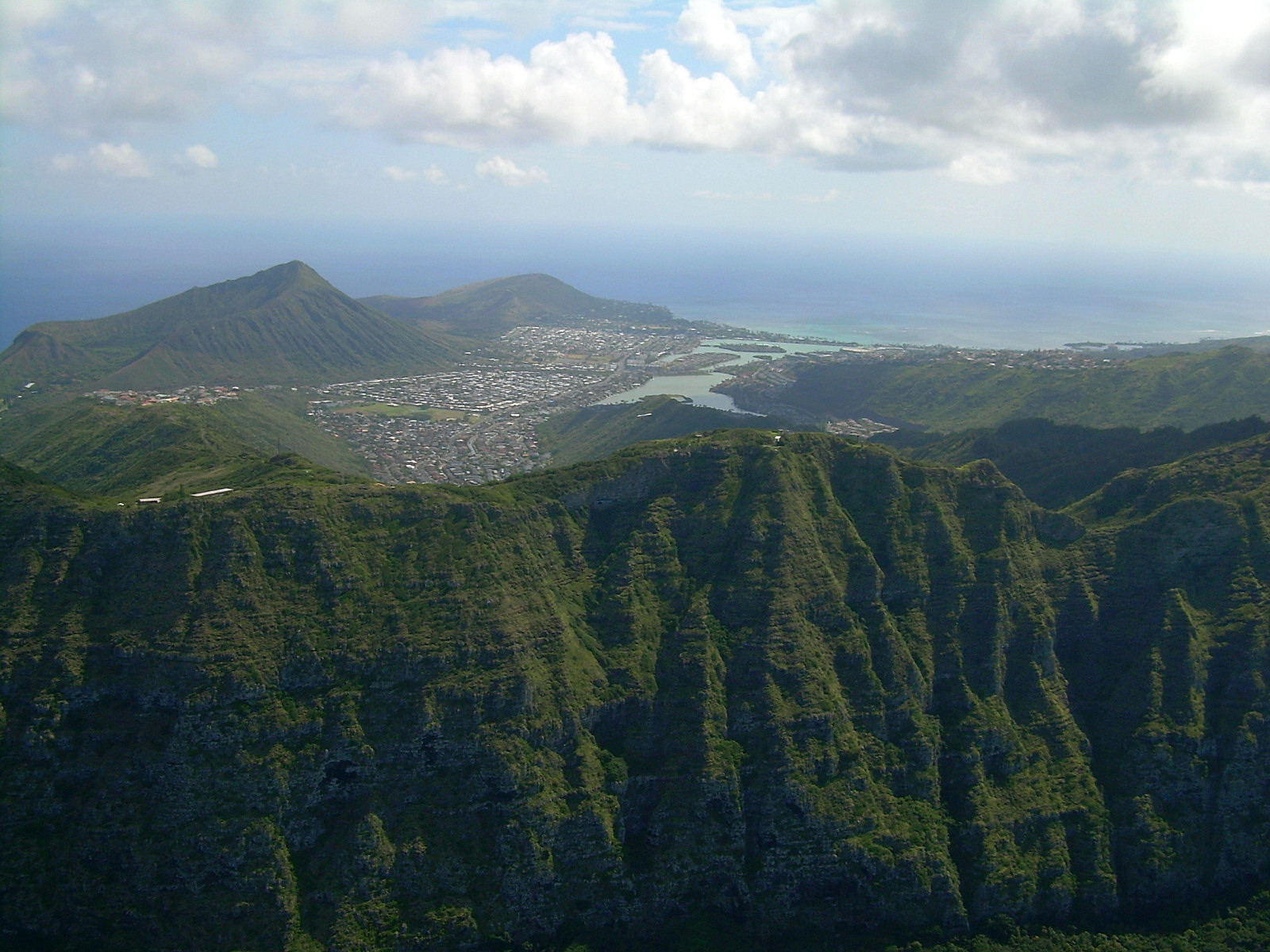
Vue de la chaîne Koʻolau avec le cratère Koko et Maunalua en arrière-plan.
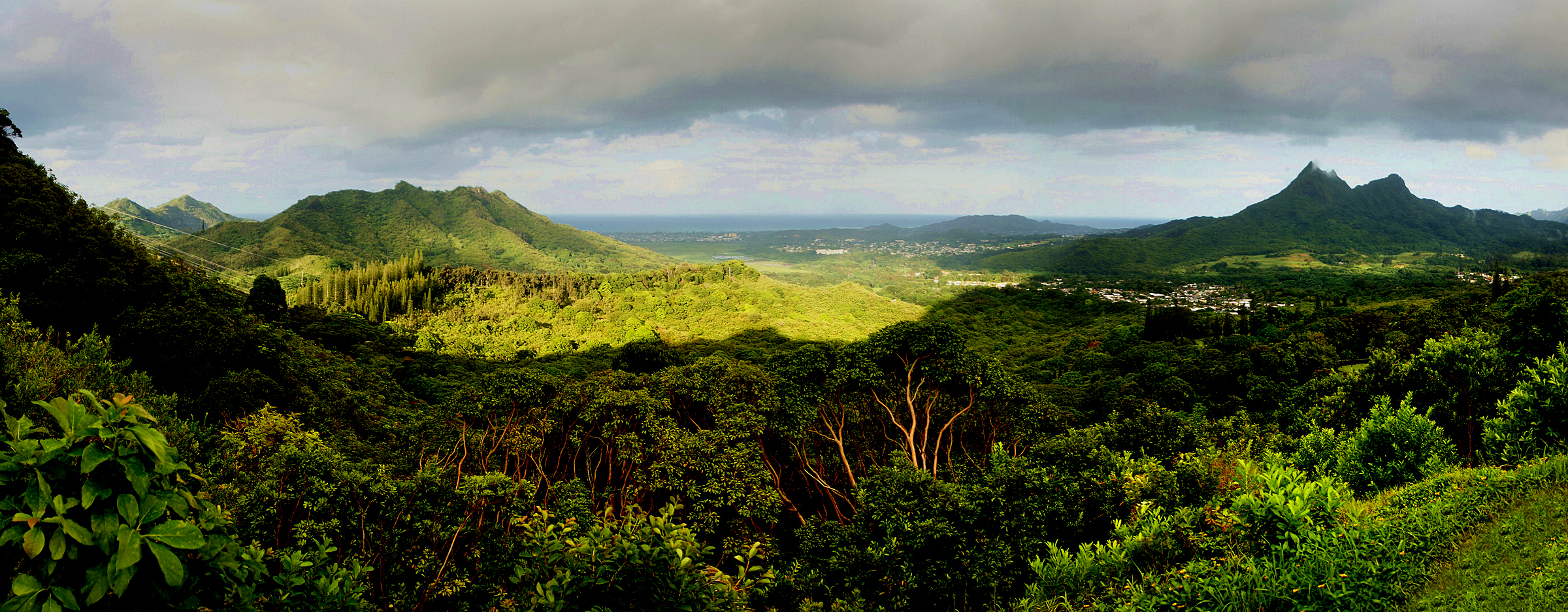
Vue de Nuʻuanu Pali dans la chaîne Koʻolau.
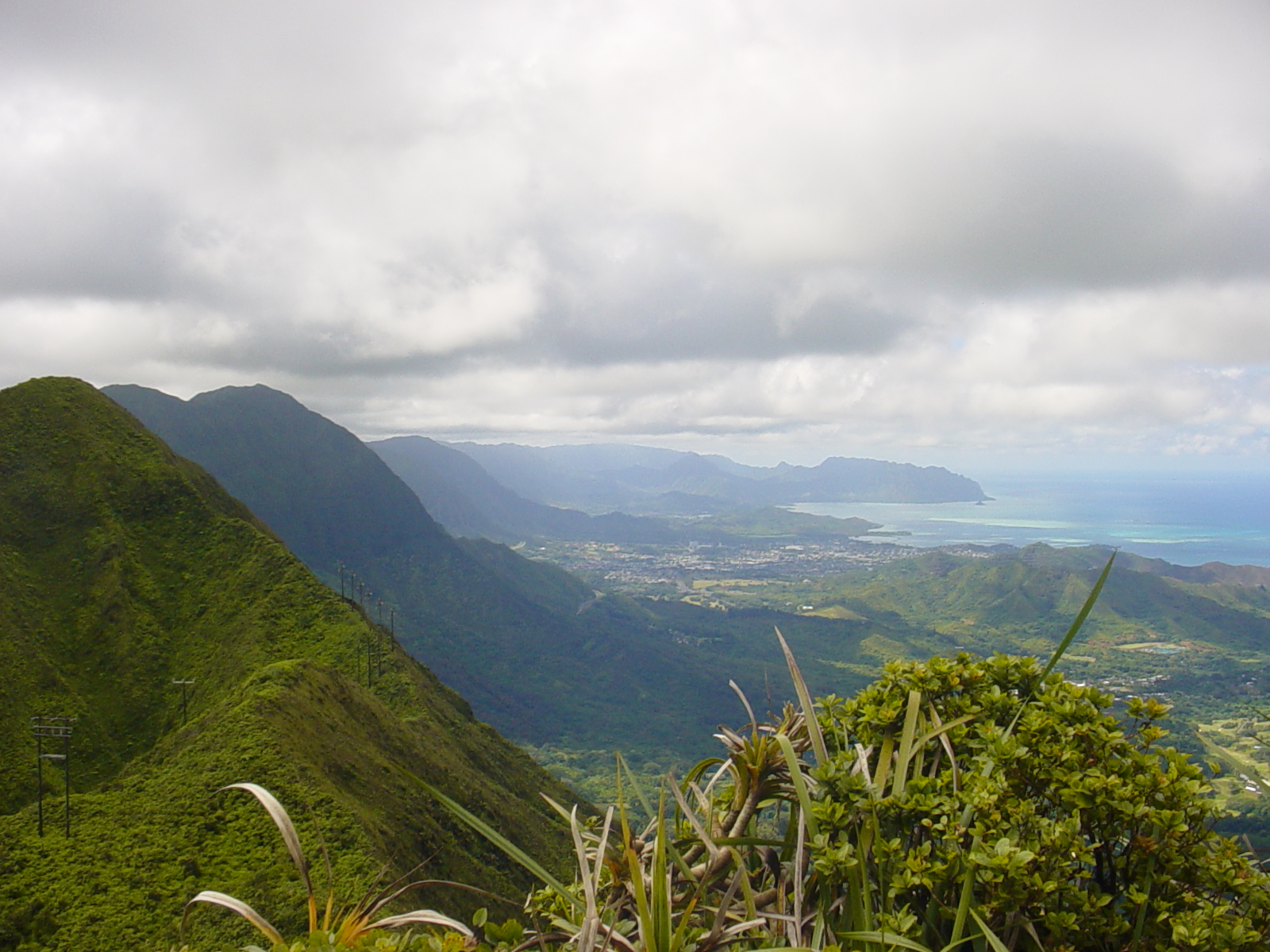
Vue en direction du nord-ouest depuis le sommet de la chaîne.